# 協成行
協成行發展有限公司 （页面存档备份，存于），簡稱協成行，於1948年成立，從事芝麻及桂皮出入口生意，及後轉型成為香港其中一間知名地產發展商。方文雄為集團董事總經理。

## 歷史
- 1927年，方樹泉偕長子方潤華來港謀求發展，在筲箕灣開設「義德芝麻廠」，經營芝麻及桂皮進出口業務。
- 1948年，方氏父子於中環永和街6號地舖創立「協成行」[1][3]，主要經營桂皮及芝麻出入口生意。
- 1951年，方氏家族推動成立香港仔街坊福利會為社區謀福祉，及後更捐贈香港仔芝麻園土地予福利會作會址，為南區居民服務至今[4]。
- 1953年，協成行投得香港黃竹坑道33-35號地段，為集團第一幅購置的地皮[4]。
- 1958年，協成行出售集團旗下首幢住宅物業「錦華大廈」[4]。
- 1972年，協成行正式掛牌上市，每股作價港幣1元，並於中環威靈頓街及蘭桂坊一帶發展多項物業，當中包括同年落成的「香港工商大廈」[4]。
- 1977年，方樹福堂基金 （页面存档备份，存于）成立[4]，秉承「取諸社會，用諸社會」宗旨[5]，積極捐資興教助學、安老護幼、施醫濟殘、賑災扶貧等慈善公益。兩個基金至今已支助海內外超過600個公益項目[5]。
- 1980年，黃竹坑道33-35號重建為「好景工業大廈」，期間協成行不斷購入及投資優質地產項目。
- 1985年，向廣東省東莞市厚街鎮捐建方樹泉醫院[4]。
- 1986年，方潤華基金 （页面存档备份，存于）成立[4]。
- 1989年，協成行公布私有化[4]，以便捐款行善。
- 1997年，協成行購入「恒新商業大廈」，現為「協成行太子中心 （页面存档备份，存于）」。
- 2001年，協成行購入「崇山大廈」，現為「協成行九龍中心」。
- 2002年，協成行進運服務式住宅市場，於九龍佐敦區營運「拔萃豪庭」（現名為「木的地．R （页面存档备份，存于）」）。
- 2003年，原位於中環協成行威靈頓街的協成行，購入中環德輔道中55號「金城銀行大廈」作為總部，並改名為「協成行中心 （页面存档备份，存于）」[4]。
- 2010年，為響應香港政府的活化工廈政策，協成行將位於黃竹坑的「好景工業大廈」活化為商業大廈「創協坊 （页面存档备份，存于）」，推動官商民三方協作模式[4][6]。
- 2012年，協成行旗下首間精品酒店「木的地酒店 （页面存档备份，存于）」於佐敦開幕[4]。
- 2013年，協成行推出全新服務式辦公室品牌「Office Plus （页面存档备份，存于）」，以及設計時尚的多用途活動場地「The Collab （页面存档备份，存于）」。
- 2014年，於港島筲箕灣推出住宅項目「遠晴 （页面存档备份，存于）」。
- 2015年，首幢由工廈改建為商廈的活化工廈項目「創協坊 （页面存档备份，存于）」開幕，並以低於市價出租予非牟利機構[7]。同年，集團旗下Madera Café （页面存档备份，存于）於筲箕灣東大街開幕[8]。
- 2016年，協成行旗下第二間精品酒店「木的地酒店-中環 （页面存档备份，存于）」開幕[9]。
- 2018年，位於觀塘的工廈「萬有引力 （页面存档备份，存于）」落成，旨在推動區內創新和創意文化，為工業大廈帶來全新定義。
- 2019年，協成行旗下Madera Yoga （页面存档备份，存于）開幕。
- 2021年，協成行推出何文田住宅項目「芳菲 （页面存档备份，存于）」[10]。
- 2023年，協成行命名旗下第二個筲箕灣住宅項目為「傲華 （页面存档备份，存于）」[11][12]。
- 2024年，協成行75周年推出全新集團標誌及品牌形象「Growing Together協力成長」[1]
- 2025年，協成行以現樓形式推售筲箕灣精品發展項目「ORIA傲華 （页面存档备份，存于）」[13]。

## 主要業務
協成行旗下的物業遍佈香港及九龍各區，涵蓋住宅及工商大廈物業項目、酒店及服務式住宅的營運，以及多個高級住宅、工商單位及逾200個零售商舖的資產管理。

### 商業及零售商舖
- 協成行中心 （页面存档备份，存于），中環德輔道中55號
- 協成行九龍中心，油麻地彌敦道192-194號
- 協成行旺角中心，旺角廣東道998號
- 協成行太子中心 （页面存档备份，存于），旺角彌敦道794-802號
- 協成行灣仔中心 （页面存档备份，存于），灣仔軒尼詩道303號
- 協成行上環中心 （页面存档备份，存于），上環永樂街93-103號
- 創協坊 （页面存档备份，存于），黃竹坑道33-35號
- 萬有引力 （页面存档备份，存于），觀塘興業街29號
- 安慶大廈 （页面存档备份，存于），中環安慶臺1號
- 紅山廣場，大潭紅山道3號
- SOHO 77，上環文咸東街77號
- 華貿中心，觀塘偉業街122-124號
- 香港工商大廈，中環威靈頓街17-19號
- H Code[14]（與恒基兆業合作發展），中環砵甸乍街45號
- 環匯廣場（與恒基兆業合作發展[15]），黃竹坑道21號
- 環貿中心（與恒基兆業合作發展），中環亞畢諾道3號

### 住宅
- 傲華 （页面存档备份，存于），筲箕灣東大街121號
- 芳菲 （页面存档备份，存于），何文田勝利道5號
- 遠晴 （页面存档备份，存于），筲箕灣東大街23號
- 柏傲山，天后廟道18A號（與新世界發展合作發展）[16]
- 盧吉道34B
- 翠湖別墅 （页面存档备份，存于），西貢銀岬路9號
- Bowen Verde （页面存档备份，存于），東半山東山台6號
- 淺水灣南灣道27-31號
- 荃勝大廈，荃灣青山道185號

### 酒店及服務
- 精品酒店（木的地酒店 （页面存档备份，存于）及木的地酒店—中環 （页面存档备份，存于））
- 服務式住宅（木的地‧R （页面存档备份，存于））
- 餐飲服務（Madera Café （页面存档备份，存于）, Horizonte Lounge, Café Bonita）